# 蜡烛果
蜡烛果（学名：Aegiceras corniculatum），又称桐花树、黑榄，是紫金牛科(APG分类法将其并入报春花科)蜡烛果属下的一个种。
该物种属于典型真红树植物，具有广泛的适应能力，为中国大陆分布最广的真红树植物。